# Cruachan
A Cruachan (ejtsd: kruáhán) ír folk/celtic/black metal zenekar. 1992-ben alakultak Dublinban. A honfitárs Primordial és Waylander együttesekkel együtt a celtic metal műfaj úttörőinek számítanak. 

## Története
A zenekar elődjének a J.R.R. Tolkien ihlette témákkal rendelkező "Minas Tirith" nevű black metal együttes számított, amely viszonylag hamar felbomlott. A feloszlás után Keith Fay zenész az angol Skyclad hatására elhatározta, hogy megalapítja saját együttesét. Alapja a black metal volt, hagyományos ír népzenével egyesítve. Először egy demólemezt adtak ki 1994-ben. Keith szerint a Horslips nevű, szintén ír zenei társulat is nagy hatással volt rájuk. Első nagylemezük 1995-ben jelent meg. Az album felkeltette a Century Media Records figyelmét, és le akarta szerződtetni az együttest, de a Cruachan visszautasította az ajánlatot, mivelhogy a kiadó szerződésében az is benne foglaltatott, hogy megváltoztassák a zenéjüket. Ennek hatására 1997-ben feloszlottak. 1999-ben újraalakultak, leszerződtek a Hammerheart Recordshoz és második nagylemezüket már ők jelentették meg. Ezen az albumon már inkább a hagyományos metal hangzás dominált, a black metal stílus helyett. Harmadik stúdióalbumuk 2002-ben került a boltok polcaira. A lemez egyik producere a The Pogues énekese, Shane MacGowan volt. MacGowan továbbá közreműködött két ír népdal metalos feldolgozásához is. 2004-ben negyedik stúdióalbumuk jelent meg. 2006-ban újabb nagylemezt dobtak piacra, ezúttal az AFM Records gondozásában. 2010-ben még egy demót megjelentettek, majd feliratkoztak a Candlelight Recordshoz. Keith Fay-t 2011-ben megtámadta 15 ember. 2014-ben leiratkoztak a Candlelight-ról és átiratkoztak a folk/pagan metal zenekarokra szakosodott Trelldom Recordshoz. Eddigi utolsó nagylemezük 2018-ban került a boltok polcaira.

## Tagok
- Keith Fay - éneklés, gitár, billentyűk, bodhrán, mandolin, ütős hangszerek, buzuki (1992–)
- John Ryan - hegedű, buzuki, bendzsó (2004–)
- Kieran Ball - gitár (2004–)
- Eric Fletcher - basszusgitár (2012–)
- Mauro Frison - dobok, ütős hangszerek (2012–)

## Diszkográfiájuk
- Celtica - demó, 1994
- Tuatha na Gael - stúdióalbum, 1995
- Promo 1997
- The Middle Kingdom - stúdióalbum, 2000
- Folk-Lore - stúdióalbum, 2002
- A Celtic Trilogy - box set, 2002
- Pagan - stúdióalbum, 2004
- The Morrigan's Call - stúdióalbum, 2006
- A Celtic Legacy - válogatáslemez, 2007
- Demo 2010
- Blood on the Black Robe - stúdióalbum, 2011
- Blood for the Blood God - stúdióalbum, 2014
- Nine Years of Blood - stúdióalbum, 2018